# シラオ仮面
シラオ仮面（シラオかめん）は、埼玉県白岡市のマスコットキャラクター。ゆるキャラグランプリ2018で第423位を獲得。

## 概要
白岡市を愛してやまない白岡市の市民の誰かが変身する、白岡市のニューヒーローという設定。悪の組織とは戦うことはない。キャラクターデザインは白岡市より2015年6月に一般公募が行なわれ、195作品の中から東京都港区在住の池田公雄がデザインしたものが採用された。

## プロフィール
- 名前 - シラオ仮面
- 職業 - 白岡市のマスコットキャラクター「なしべえ」「なしりん」のお世話係[1]。
- 趣味 - 人の世話することに喜びを感じている。地域に貢献するために、日夜、白岡市の掃除や、介護施設のお手伝い、通学路の見守り[3]等を行っている。
- 愛車 - 白い亀がデザインされた専用自転車。防犯登録もされている。

## 歴史
- 2015年
  - 11月4日 - 公募と市内小中学生の人気投票で決定した「シラオ仮面」とロゴマークを発表する[3]。
- 2016年
  - 8月27日 - 世界キャラクターさみっとin羽生カウントダウンイベントに出演[4]。
  - 11月19日 - 「世界キャラクターさみっとin羽生2016」に出演[5]。
- 2017年
  - 4月11日 - 日本工業大学の手によりシラオ仮面の愛車（デコレーション自転車）が完成し市役所にて展示される[6][7]。
  - 8月19日 - 「世界キャラクターさみっとin羽生カウントダウンイベント」に出演[8]。
  - 11月25日 - 「世界キャラクターさみっとin羽生2017」に出演[9]。
- 2018年
  - 8月1日 - 「シラオ仮面」がデザインされた原動機付自転車等のナンバープレート交付開始される[10]。
  - 8月4日 - 白岡まつりに参加する[11]。
  - 8月25日 - 「世界キャラクターさみっとin羽生カウントダウンイベント」に出演[12]。
  - 9月5日 - 「白岡GO!!DANCE FESTA」に出演[13]。
  - 9月23日 - 「ラグビーワールドカップ1年前イベント」に出演[14]。
  - 10月21日 - 「白岡ふるさとまつり」に出演[15]。
  - 11月19日 - 県庁オープンデーにてラグビーワールドカップをPR[16]。
  - 11月24日 - 「世界キャラクターさみっとin羽生2018」に出演し「偽シラオ仮面」とダンス勝負する[17]。
- 2020年10月28日 - シラオ仮面が消費者庁の消費者教育推進大使の一人に委嘱された[18][19]。

## キャラクターソング
現在、1曲存在する。
- シラオ仮面テーマソング（作詞作曲：ゴライト）[20]

## シラオカ麺
「シラオ仮面」の名にちなんだ白岡市の新名物。白岡市の飲食店で提供される。
シラオカ麺の定義
1. スープや具材、麺などに白い食材が使われているなど、白岡市の「白」がイメージできること
2. 白岡市産の農産物または市内のお店から仕入れた食材が1品以上使用されている